# 张敬文
张敬文（1902年—1936年10月13日），原名张义堂，曾用名张竞生，山东阳谷人。曾任中共大连市委书记、中共哈尔滨任市委书记。1936年6月，张敬文在哈尔滨被日本宪兵逮捕，10月13日被杀害于哈尔滨南岗区极乐寺北部的日本陆军射击场。

## 生平
1902年，张敬文生于山东阳谷北田庄，幼年丧母，9岁随父至大连谋生。1925年离开大连，效率冯玉祥部下。1928年4月吉林省德惠县中东路东省特别区第二警察总署任警士一职，1929年春加入中国共产党。1929年春，张敬文升任陶赖昭派出所巡长，张敬文借此公开身份秘密开展中国共产党地下工作。
1932年3月，中共满洲省委决定成立中共陶赖昭特别支部，张敬文任特支书记。1933年10月，以张洛书为书记的中共大连市委遭到严重破坏。中共满洲省委为尽快恢复大连党的组织，派张敬文赴大连开展工作。张敬文以回山东原籍为由辞去巡长职务，于1934年1月到达大连。张敬文以大连《满洲日日新闻》印刷工人的公开职业为掩护，继续发展中共地下党员。到1935年1月，张敬文共发展了30名党员，建立了满铁入船驿、西川印刷所、码头等支部。
1935年1月，中共满洲省委决定，重新成立中共大连市委，由张敬文担任市委书记兼任组织工作，张由德负责宣传工作，黄南波负责妇女工作。1935年10月，中共满洲省委将哈尔滨区委书记张福生（夏尚志）调任大连市委书记，张敬文改任市委组织部长。1936年1月，中共满洲省委撤销，中共大连市委转为直属中共哈尔滨特委领导。同年3月，中共哈尔滨特委将张敬文调任中共哈尔滨市委书记。到达哈尔滨后在道外开设荣华客栈，以客栈老板的身份发展中共党组织。
同年6月13日，由于三棵树机务段中共党员徐风文叛变告密，张敬文被日本宪兵逮捕，而张敬文面对威逼利诱并未屈服。1936年10月13日，张敬文、王学尧与其他20余名共产党人一行，被日宪兵队同带往哈尔滨南岗区极乐寺北部的日本陆军射击场杀害。史称“六一三”事件。2014年9月1日，张敬文被列入中华人民共和国民政部公布的第一批300名著名抗日英烈和英雄群体名录。